# 石川義之
石川 義之（いしかわ よしゆき、1941年 - ）は、日本の社会学者。大阪樟蔭女子大学人間科学部教授。神戸大学文学部社会学科卒業。九州大学大学院の文学研究科で博士号を取得。

## 経歴
徳島大学専任講師、鳴門教育大学助教授、島根大学教授を経て、大阪樟蔭女子大学人間科学部教授。児童虐待と近親姦、タルコット・パーソンズの社会学を研究テーマとする。

## 著書
- 『社会学とその周辺―パーソンズ理論から児童虐待まで』（大学教育出版、2002年） ISBN 4887304749
- 『親族による性的虐待―近親姦の実態と病理』（ミネルヴァ書房、2004年） ISBN 4623038912